# Greg Linteris
Gregory Thomas Linteris (Demarest, 4 de outubro de 1957) é um cientista e astronauta dos Estados Unidos. 
Formado em engenharia química pela Universidade de Princeton em 1979, onde também fez um doutorado em engenharia aeroespacial em 1990 e com mestrado em engenharia mecânica pela Universidade de Stanford em 1984, Linteris tem mais de quarenta estudos científicos publicados  em combustão, cinética química e transferência de calor.
Linteris participou da missão STS-83 da nave Columbia entre 4 e 8 de abril de 1997, como especialista de carga, numa missão do Spacelab que levou para a órbita terrestre o MSL-1, laboratório científico de estudo da microgravidade e foi abreviada devido a problemas detectados numa das unidades de geração de força do ônibus espacial.
Sua segunda missão espacial foi realizada três meses depois, na STS-94 Columbia, que levou novamente ao espaço o MSL-1, para completar os estudos abreviados da missão anterior, e que teve como atividade principal o estudo de materiais e de sua combustão na microgravidade.